# Лагінос

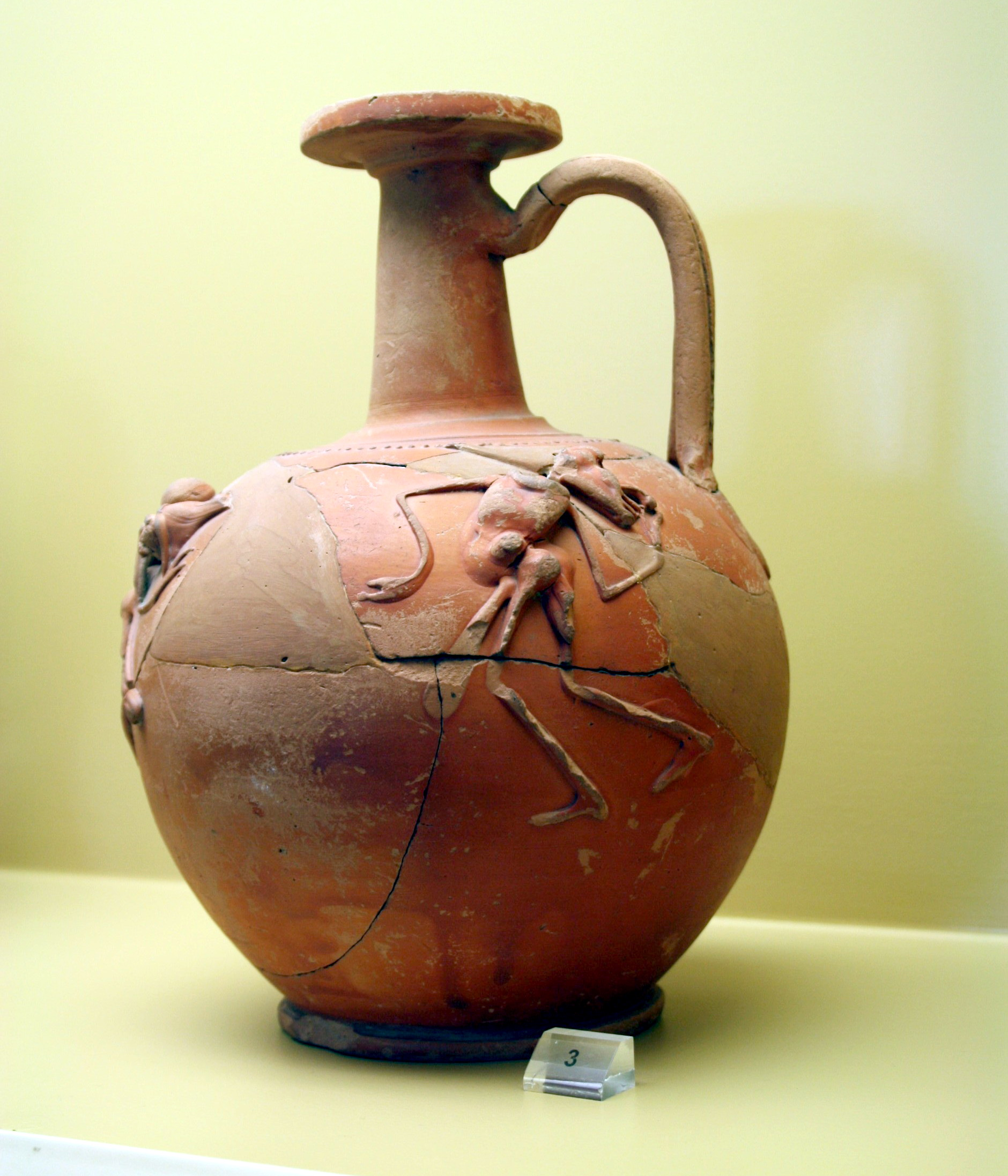
Гротескний лагінос, археологічний музей агори, Афіни

Лагінос — давньогрецька посудина, що використовувалася для зберігання ароматичних олій.
За формою лагінос нагадує ойнохою, однак має пласкіший корпус і в нього відсутній типовий для ойнохої віночок у формі трилисника.